# Torre Zapata
Torre Zapata es una entidad de población española del municipio de Monterrubio de la Sierra, perteneciente a la provincia de Salamanca, en la comunidad autónoma de Castilla y León.

## Toponimia
El lugar puede aparecer referido como «Torre Zapata» y «Torre de Zapata».

## Historia
Hacia mediados del siglo XIX, el lugar, una alquería ya por entonces perteneciente a Monterrubio de la Sierra, tenía contabilizada una población de seis habitantes. Aparece descrito en el decimoquinto volumen del Diccionario geográfico-estadístico-histórico de España y sus posesiones de Ultramar de Pascual Madoz con las siguientes palabras:

TORRE DE ZAPATA: alq. en la prov. de Salamanca, part. jud. de Alba de Tormes, térm. municipal de Monterrubio de la Sierra. pobl.: 2 vec., 6 alm.
(Madoz, 1849, p. 70)

En 2023, la entidad singular de población tenía empadronados siete habitantes.